# Nancy Drew
Nancy Drew és una pel·lícula estatunidenca de 2007 dirigida per Andrew Fleming, basada en el personatge de llibres "Nancy Drew". Els seus protagonistes són: Emma Roberts (Nancy), Max Thieriot (Ned), Josh Flitter (Corky) i Daniella Monet (Inga). Ha estat doblada al català.

## Argument
Nancy Drew és una noia molt apassionada pels misteris, de manera que sempre vol resoldre tota mena de secrets, de manera que ja és una estrella local a la seva ciutat. Però quan per assumptes de treball seu pare ella s'han de traslladar als Angeles, Califòrnia ella ha de començar una nova vida i nova escola. Però els misteris segueixen a Nancy a tots costats i en la seva nova casa es troba amb un cas que mai ha estat resolt: L'assassinat d'una famosa estrella de Hollywood. Això desperta l'interès de Nancy per resoldre aquest misteri i trobar l'assassí de la celebritat morta.

## Repartiment
- Emma Roberts: Nancy Drew
- Max Thieriot: Ned Nickerson
- Josh Flitter: Corky Veinshtein
- Daniella Monet: Inga
- Rachael Leigh Cook: Jane Brighton
- Tate Donovan: Carson Drew
- Amy Bruckner: Bess
- Kay Panabaker: George
- Kelly Vitz: Trish.
- David Doty: Pare Murphy
- Caroline Aaron: Barbara
- Marshall Bell: Leshing
- Cliff Bemis: Cap McGinnis
- Adam Clark: Sergent Billings
- Rich Cooper: Charlie
- Laura Harring: Dehlia Draycott

## Curiositats
- Abans de rebre el paper de Nancy Drew l'actriu Emma Roberts mai havia llegit un llibre sobre Nancy Drew.
- El cotxe de Nancy Drew en la pel·lícula és un Blue Nash Metropolitan descapotable.
- El director de la pel·lícula (Andrew Fleming) és una gran fanàtic dels llibres de Nancy Drew.
- Originalment l'actriu Amanda Bynes va ser considerada per al paper de Nancy Drew.
- Igual que en els llibres, Nancy Drew té 16 anys en la pel·lícula. Va tenir gran des del primer llibre publicat el 1930, fins a 1950, on la seva edat va canviar a 18.
- La vella mansió de Dehlia Draycott en la pel·lícula és una creació del director a partir de les mansions que apareixen en els llibres de Nancy Drew: The Hidden Staircase i The Secret in the Old Attic.
- Aquesta pel·lícula no va ser basada en un llibre de Nancy Drew, però diverses de les escenes de la pel·lícula recorden parts descrites en els llibres.